# Upplands runinskrifter 847
Upplands runinskrifter 847 är en runsten som nu utanför kyrkogårdsmuren och vänster om porten vid Västeråkers kyrka i Västeråkers socken.

## Stenen

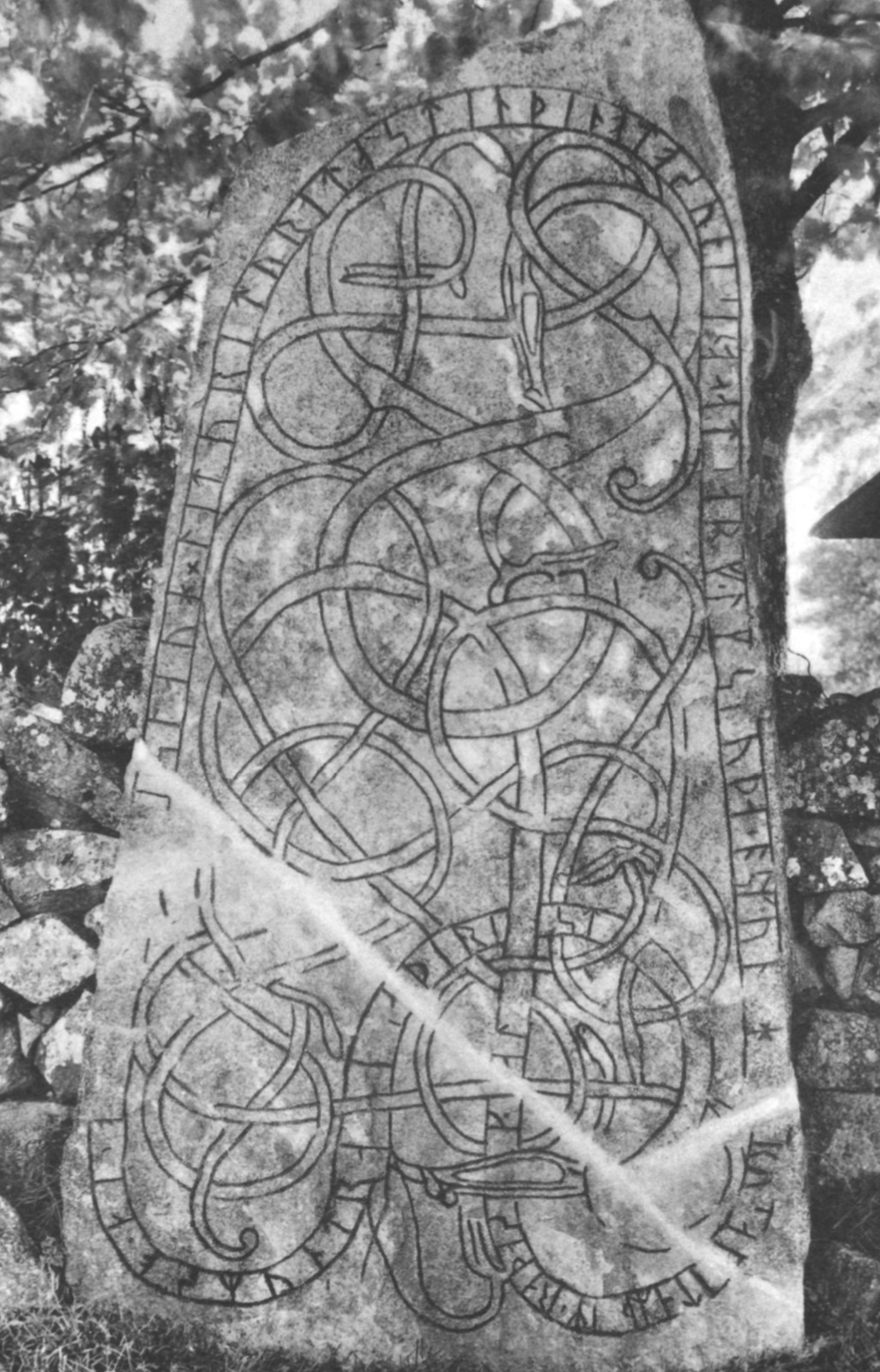
Runsten U847

Stenen har tidigare legat som tröskelsten mellan vapenhuset och kyrkan innan den fritogs och placerades på sin nuvarande plats. U 846 står bredvid till höger om porten. Ornamentiken uppvisar ett välformat slingerverk i Urnesstil och ristningen är signerad av Åsmund Kåresson. Den från runor översatta inskriften lyder enligt nedan:

## Inskriften
Translitterering av runraden:
' o[ski... -- -]islauh × litu ritu rita stin þino| |ot| |to suni sino ' atiarf ' (u)k s[l]uþa ' osmun[tr '] h[iu] ru[n]a(r)| |(r)itaʀ þim ' raþa skal 
 ia ' osmuntr ---aþi risti
Normalisering till runsvenska:
Asgæi[ʀʀ(?) ok G]islaug letu ritu retta stæin þenna at tva(?) syni sina Adiarf ok Sloða. Asmundr hio runaʀ rettaʀ þæim raða skal. En Asmundr ... risti.
Översättning till nusvenska:
Åsger och Gislög lät resa denna sten efter sina två söner, Ådjärv och Slode. Åsmund högg rätta runor för den som skall tyda. Åsmund... ristade.